# ماري إلين بليزانت
ماري إلين بليزانت (19 أغسطس 1814 - 11 يناير 1904) هي رائدة أعمال أمريكية من القرن التاسع عشر وممولة وقطب عقارات وداعية لإلغاء الرق. عرّفت نفسها على أنها رأسمالية بالمهنة في تعداد الولايات المتحدة السنوي لعام 1890. كان هدفها كسب أكبر قدر ممكن من المال لمساعدة أكبر عدد ممكن من الناس. بفضل ثرواتها، تمكنت من توفير النقل والإسكان والغذاء لإنقاذ الناس. دربت الناس على كيفية البقاء في أمان والنجاح والاعتماد على أنفسهم وأكثر من ذلك. خدمت المرأة التي كانت تعادل وكالة اجتماعية الأمريكيين من أصل أفريقي قبل وأثناء الحرب الأهلية، فضلًا عن تلبية مجموعة مختلفة من الاحتياجات بعد إعلان تحرير العبيد.
عملت في السكك الحديدية تحت الأرض ووسعته باتجاه الغرب خلال عصر حمى الذهب في كاليفورنيا. كانت صديقة وداعمة مالية لجون براون وكانت معروفة بين دعاة تحرير العبيد. ساعدت النساء اللواتي يعشن في كاليفورنيا، خلال حمى البحث عن الذهب في كاليفورنيا، على البقاء بأمان وتحقيق الاكتفاء الذاتي. بعد الحرب الأهلية، فازت بالعديد من انتصارات الحقوق المدنية التي أسفرت عن تلقيبها بأم حقوق الإنسان في كاليفورنيا. لكن المعارك القانونية كانت لها نتائج متباينة.
أدركت أنها كانت في وضع ضعيف كامرأة سوداء اكتسبت قوة سياسية ومالية، فبحثت عن طرق للاندماج مع ثقافة العصر.  صورت نفسها على أنها مدبرة منزل وطاهية، بعد فترة طويلة من كونها امرأة غنية، لكنها استخدمت هذه الأدوار للتعرف على المواطنين الأثرياء والحصول على معلومات لاستثماراتها. في سبعينيات القرن التاسع عشر، تعرفت على توماس بيل، وهو مصرفي ثري ورأسمالي، ما ساعدها في جني الأموال والحفاظ على ثرواتها ووضعها المالي الحقيقي سرًا. أنفقت أموالها، ووضعت الخطط، لبناء قصر كبير يبدو ظاهريًا كما لو كان مقر إقامة بيل. لقد تولت دور مدبرة منزل لآل بيل، لكن لم يكن سرًا في المدينة أنها كانت تدير المنزل بالفعل، وتدير الخدم، وتدير أيضًا العلاقات بين آل بيل.
قال عنها المؤلف إدوارد وايت: «كرائدة أعمال، وناشطة في مجال الحقوق المدنية، ومحسنة، صنعت ماري إلين بليزانت اسمًا وثروة لنفسها في عصر حمى الذهب في سان فرانسيسكو، وحطمت المحرمات العرقية».

## سيرة شخصية

### السنوات الأولى
ولدت بليزانت على الأرجح في 19 أغسطس 1814. هناك العديد من الروايات حول مكان ولادتها، ومن كان والداها، وما إذا كانت قد ولدت حرة أم لا. ادعت أنها ولدت حرة في فيلادلفيا في شارع بارلي. ذكر آخرون أنها ولدت في ظل العبودية في جورجيا أو فيرجينيا. ربما كانت ابنة كاهنة الفودو من منطقة البحر الكاريبي، أو تاجر من هاواي، أو من عائلة ثرية من فيرجينيا. قبل إنه كان لديها عدة قصص حول أصلها لتسلية جمهورها أو تبرير سلوكها.
اختفت والدتها عندما كانت طفلة، وبعد ذلك عاشت مع السيد والسيدة ويليامز، وكانت تعرف باسم ماري إلين ويليامز. عندما كانت في السادسة أو أحد عشر عامًا، لكنها أُخذت من منزل في فيلادلفيا أو سينسيناتي. أحضرها السيد ويليامز إلى نانتوكيت، ماساتشوستس لتكون خادمة منزلية أو خادمة لعائلة هوسي-غاردنر، الذين كانوا من الكويكرز ومن الداعين لإلغاء العبودية. ترك بعض المال لتعليمها مع آل هوسي، ومع ذلك لم تحصل بليزانت على تعليم رسمي. قالت لاحقًا «غالبًا ما أتساءل عما كنت سأصبح لو تعلمت». ذكرت بليزانت في مذكراتها أن والدها أحضرها إلى نانتوكيت، لكنها لم تكن لديها ذكريات عن الحياة قبل نانتوكيت أو لماذا ذهبت إلى ذلك المكان.
عندما وصلت، حوالي عام 1820، كانت نانتوكيت في العصر الذهبي لصيد الحيتان في نانتوكيت. عندما كبرت، عملت في متجر هوسي. تقع في شارع يونيون، وكانت تديرها ماري هاسي، التي أطلقت عليها اسم الجدة هاسي. كانت هوسي جدة فيبي هوسي غاردنر، التي كانت متزوجة من الكابتن إدوارد دبليو جاردنر، وهو صائد حيتان. سعت بليزانت لخلق حياة أفضل لنفسها من خلال التركيز على تعلم ما تستطيع من محيطها. ساعدها العمل في المتجر على تطوير أسلوب ودي وحنكة تجارية. قالت عن ذلك الوقت: «كنت فتاة مليئة بالذكاء [الذين] تركوا الكتب وشأنهم ودرسوا الرجال والنساء كثيرًا... لقد لاحظت دائمًا أنه عندما يكون لدي ما أقوله، فإن الناس يستمعون إليه. فهم لا ينامون أبدًا». كانت تعتبر أحد أفراد الأسرة بحلول عام 1839 عندما اصطحبوها إلى منزل دعاة إلغاء العبودية فيبي هوسي غاردنر وإدوارد جاردنر. علمها ابنهما توماس غاردنر القراءة والكتابة. غادرت نانتوكيت حوالي عام 1840. ومنذ ذلك الحين تبادلت الرسائل مع فيبي غاردنر وأرييل هوسي حتى وفاتهما. فُقدت فيبي وزوجها إدوارد في البحر عام 1863 وتوفيت أرييل في ذلك الوقت.

### سكة الحديد تحت الأرض
كانت بليزانت متدربة لدى خياط في بوسطن بشارع ميريماك، وربما التقت بزوجها الأول في المتجر. تزوجت من جيمس سميث في بوسطن في أربعينيات القرن التاسع عشر. كان زوجها من دعاة إلغاء العبودية وساعدوا معًا الأشخاص الذين استُعبدوا في الوصول شمالًا إلى الحرية في نوفا سكوشا عبر سكة الحديد تحت الأرضية. نسقوا النقل من خلال جهات الاتصال في نانتوكيت ونيو بيدفورد وماساتشوستس وأوهايو وربما نيو أورلينز. كان سميث وكيلًا لصحيفة ذا ليبريتور، وهي صحيفة مناهضة للعبودية نشرها ويليام لويد غاريسون. من المحتمل أنها حضرت اجتماعات جمعية مكافحة الرق في نانتوكيت، بقيادة آنا غاردنر، أثناء وبعد زواجها. توفي سميث، الذي كان يسيء معاملة بليزانت، بعد حوالي أربع سنوات من الزواج. تركت بليزانت عقارًا بقيمة عشرات الآلاف من الدولارات. واصلت عملها كمنسقة لسكة الحديد تحت الأرضية لمدة ثلاث أو أربع سنوات. لقد كان عملًا خطيرًا وقد تعرضت للمضايقة لأنها تساعد الهاربين واضطرت في النهاية إلى مغادرة الساحل الشرقي. كانوا في خطر من المستعبدين، بالإضافة إلى تعرضهم للمحاكمة والسجن بموجب قانون العبيد الهاربين لعام 1793 والقانون اللاحق لعام 1850 الذي فرض عقوبات جديدة على أولئك الموجودين في سكة الحديد تحت الأرضية. 